# Huoxian, Peking
Huoxian (kinesiska: 漷县, 漷县镇) är en köping i Kina. Den ligger i Tongzhou i storstadsområdet Peking, i den norra delen av landet, omkring 36 kilometer sydost om stadskärnan. Antalet invånare är 61 413. Befolkningen består av 29 338 kvinnor och 32 075 män. Barn under 15 år utgör 8,0 %, vuxna 15-64 år 80 %, och äldre över 65 år 10,0 %.